# Монастир Хцконк
Хцконк (вірм. Խծկոնք) — вірменський середньовічний монастир IX століття поблизу села Дігора (стара назва — Текора), приблизно за 25 км від Ані (нині на території Туреччини). У теперішній час майже повністю знищений турецькою владою.
Монастир відрізнявся художньою єдністю, органічно поєднувався з навколишнім гірським пейзажем. Усього в монастирі знаходилося п'ять церков: церкви Богоматері (вірм. Аствацацин), св. Іоанна Хрестителя (вірм. св. Карапета), св. Стефана, св. Григорія Просвітителя і св. Саркіса, з яких у напівзруйнованому стані збереглася лише остання.
Монастир залишався діючим до 1920 року, коли вірменське населення, що залишалося на той час, було виселене турками. Після цього територія монастиря була оголошена військовою зоною, закритою для відвідувачів (ще в 1984 р. для відвідування Дігора потрібен спеціальний пропуск). Вже в 1959 році на місці монастиря залишалася лише одна церква св. Саркіса, але і вона була серйозно ушкоджена. За розповідями місцевих сільських жителів, церкви монастиря були підірвані турецькими військовими.